# Asia Broadcast Satellite

Logotipo da ABS.

A Asia Broadcast Satellite também conhecida pela abreviação ABS é uma empresa operadora de satélite, sediada em Bermuda.

## Operações
A empresa é uma das operadoras de satélite que mais crescem no mundo. A empresa estabeleceu redes de telecomunicações em África, Rússia, Ásia e Oriente Médio. Os serviços da ABS abrange atualmente 80% da população na América, África, Ásia-Pacífico, Europa, Oriente Médio, Rússia e Comunidade de Estados Independentes. A ABS opera sete satélites, e tem mais três satélites em construção com previsão para serem lançados nos próximos dois anos. Estes três novos satélites Boeing 702SP vão aumentar a crescente frota de satélites ABS.

## Instalações e serviços
Através de suas instalações de teleporto em Hong Kong, Filipinas, Indonésia, Alemanha, Paquistão, Bahrein, Quênia e logo mais em Israel, a empresa oferece SCPC, MCPC, Playout, Encryption, Turn-around, Uplink, Co-location, backbone IP e serviços VSAT. A ABS fornece operações completas por satélite, de carga e monitoramento de clientes, rastreamento, telemetria e serviços de controle, e um completo centro de operações de rede (NOC).

## Satélites
| Satélite | Fabricante                        | Veículo de lançamento | Data do lançamento     | Estado                    | Nota |
| -------- | --------------------------------- | --------------------- | ---------------------- | ------------------------- | --- |
| LMI-AP 1 | NPO Prikladnoi Mekhaniki (NPO PM) | Proton-K/Blok-DM-2    | 18 de novembro de 1993 | Inativo                   | Também conhecido por Gorizont 29, Rimsat 1 e PASI 1 |
| LMI-AP 2 | NPO Prikladnoi Mekhaniki (NPO PM) | Proton-K/Blok-DM-2    | 20 de maio de 1994     | Inativo                   | Também conhecido por Gorizont 30, Rimsat 2 e AsiaSat G |
| ABS-1A   | Lockheed Martin                   | Delta II              | 14 de janeiro de 1996  | Inativo                   | Antigo satélite Koreasat 2 |
| ABS-1B   | Lockheed Martin                   | Ariane 44LP           | 2 de setembro de 1997  | Retirado em junho de 2011 | Antigo satélite Hot Bird 3. Quando foi desativado ele recebia a denominação de Eutelsat W75/ABS-1B.                                                                 |
| ABS-2    | Space Systems/Loral               | Ariane-5ECA           | 6 de fevereiro de 2014 | Ativo                     | |
| ABS-2A   | Boeing Satellite Systems          | Falcon 9 v1.2         | 15 de junho de 2016    | Ativo                     | |
| ABS-3    | Space Systems/Loral               | Ariane-5ECA           | 17 de agosto de 1997   | Ativo                     | |
| ABS-3A   | Boeing Satellite Systems          | Falcon 9 v1.1         | 2 de março de 2015     | Ativo                     | |
| ABS-4    | Space Systems/Loral               | Atlas-3A              | 13 de março de 2004    | Ativo                     | Também conhecido por Mobisat. Antigo MBSat 1 que foi adquirido pela Asia Broadcast Satellite em 2013, e o rebatizou para ABS 2i, posteriormente ele renomeado ABS-4 |
| ABS-6    | Lockheed Martin                   | Proton-K/Blok-DM3     | 26 de setembro de 1999 | Ativo                     | Anteriormente denominado de LMI-1 e ABS-1 |
| ABS-7    | Lockheed Martin                   | Ariane 42P            | 4 de setembro de 1999  | Ativo                     | Antigo satélite Koreasat 3 |
| ABS-8    | Boeing Satellite Systems          |                       |                        | Indefinido                | [ 4 ] |